# Ivy Mike
Ivy Mike là một mật danh dành cho lần thử nghiệm đầu tiên của một thiết bị nhiệt hạch có quy mô đầy đủ, trong đó một phần hiệu suất của vụ nổ đến từ phản ứng tổng hợp hạt nhân. Thiết bị này đã phát nổ vào ngày 1 tháng 11 năm 1952 tại Enewetak, một rạn san hô vòng trên Thái Bình Dương, như một phần của Operation Ivy được thực hiện bởi Hoa Kỳ. Đây là lần thử nghiệm thành công đầu tiên đối với một quả bom khinh khí. Công suất đạt 10,4 megaton, gấp 500 lần so với công suất của quả bom Fat Man thả xuống Nagasaki và gấp 700 lần so với công suất của quả bom Little Boy thả xuống Hiroshima.
Do kích thước và nhiên liệu tổng hợp (chất lỏng deuterium lạnh), thiết bị Mike không phù hợp để sử dụng như là một vũ khí, nó chỉ được dự định dùng như một lần thử nghiệm cực kỳ thận trọng để xác nhận các lý thuyết cho những vụ nổ với đương lượng nổ lớn. Một phiên bản đơn giản và nhỏ hơn là quả bom EC-16 đã được chuẩn bị, và được lên kế hoạch thử nghiệm trong chương trình Castle Yankee, như là một bản sao trong trường hợp thiết bị nhiệt hạch không đông lạnh "Shrimp" (được thử nghiệm trong chương trình Castle Bravo) thất bại; tuy nhiên thử nghiệm này đã bị hoãn lại do thiết bị Bravo đã thành công, khiến cho các thiết kế áp dụng hệ thống đông lạnh trở nên lỗi thời.

## Bối cảnh
Tổng thống Harry S. Truman đã phát lệnh phát triển quả bom khinh khí vào ngày 31 tháng 1 năm 1950, sau khi bị ấn tượng bởi vụ thử hạt nhân của Liên Xô đầu tiên vào ngày 29 tháng 8 năm trước đó. Từ đầu năm 1951 trở đi, hai nỗ lực song song nhằm phát triển vũ khí năng suất cao đã được tập trung vào một loạt thử nghiệm tại Thái Bình Dương từ cuối năm 1952. Đây gọi là Operation Ivy - với sự kích nổ hai quả bom lớn nhất được thử nghiệm vào thời kỳ đó.

## Thiết kế và chuẩn bị

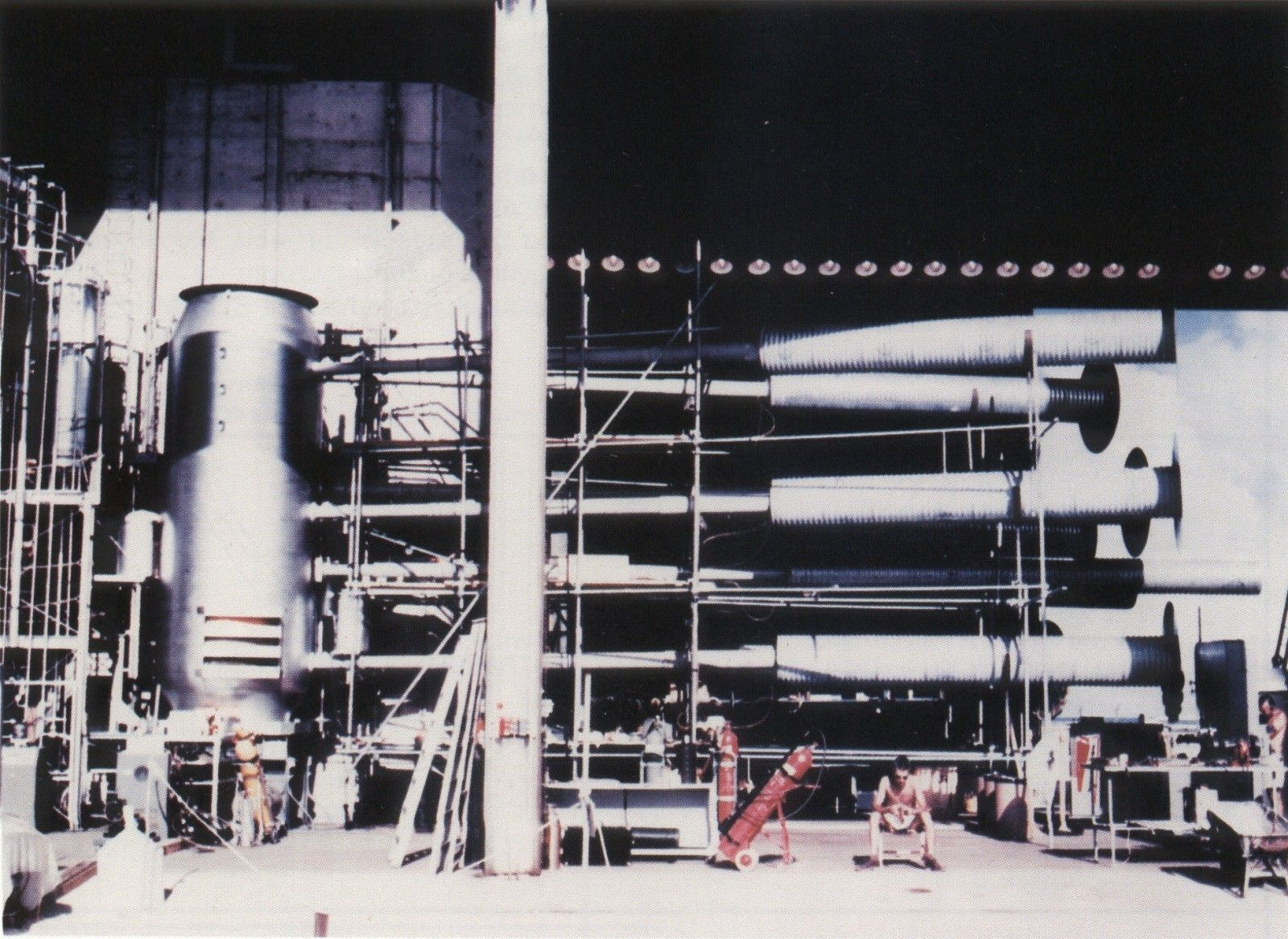
Thiết bị vỏ của "xúc xích", với thiết bị đo đạc và thiết bị đông lạnh kèm theo. Các đường ống dài là cho mục đích quan sát và đo lường.

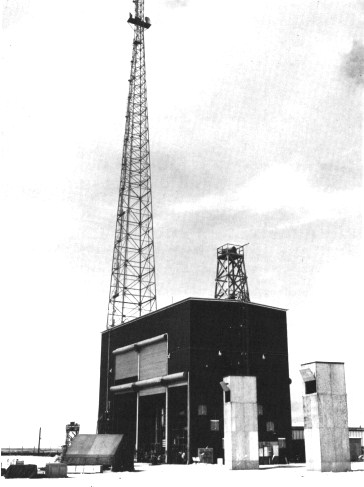
Tòa nhà thử nghiệm

Thiết bị Mike nặng 82 tấn thiếu, về cơ bản là một tòa nhà mà trông giống một nhà máy hơn là một vũ khí. Có thông báo cho rằng các kỹ sư Liên Xô đã nhạo báng gọi nó là một "cơ sở nhiệt hạch". Ở trung tâm của nó, có một ống hình trụ rất lớn hay là "cryostat", một bộ phận để duy trì nhiệt độ rất thấp, bên trong đó là nhiên liệu nhiệt hạch deuterium lạnh. Ở một đầu có một quả bom phân hạch được sử dụng để tạo ra các điều kiện cần thiết cho sự khởi đầu của phản ứng nhiệt hạch.
Thiết bị này được thiết kế bởi Richard Garwin, một học trò của Enrico Fermi, và là người được đề xuất bởi Edward Teller. Mục đích của nó không gì khác hơn ngoài một cuộc thử nghiệm trên quy mô đầy đủ sẽ xác nhận cho ý tưởng của thiết kế Teller-Ulam (thiết kế hiện đại cho tất cả các loại vũ khí nhiệt hạch của Hoa Kỳ), và Garwin đã được chỉ dẫn sử dụng những tính toán rất thận trọng khi thiết kế thử nghiệm. Nó được xem là không cần thiết phải nhỏ và nhẹ để có thể triển khai bằng máy bay.
Bước đầu tiên là sử dụng một quả bom phân hạch TX-5 nằm trên một không gian riêng biệt trên đỉnh lắp ráp để kích hoạt (nó sẽ không đóng băng). Bước thứ hai là sử dụng deuterium lỏng, mặc dù nguyên liệu này sẽ gây khó khăn cho việc xử lý nhưng nó giúp đơn giản hóa việc thử nghiệm, đồng thời có thể dễ dàng phân tích được những kết quả sau vụ nổ. Lui xuống dưới ở phần giữa là một thanh hình trụ chứa plutonium (sparkplug) để kích thích (đốt cháy) các phản ứng nhiệt hạch. Xung quanh nó là 5 tấn "tamper" uranium tự nhiên được bao bọc bên ngoài bởi những tấm chì và polyethylene, trong đó sẽ hình thành một luồng bức xạ các tia X (X-rays) để tiến hành từ bước một đến bước hai (Chức năng của X-rays là nén hydrodynamically, làm tăng mật độ và nhiệt độ của deuterium đến một mức độ cần thiết để duy trì phản ứng nhiệt hạch, và nén sparkplug để đánh lửa siêu tới hạn). Ngoài cùng là một lớp vỏ thép dày từ 25 đến 30 cm. Toàn bộ hệ thống lắp ráp, biệt danh là "xúc xích" („Sausage"), có đường kính đo được là 2,03 m, chiều cao là 6,19 m và nặng 54 tấn.
Toàn bộ thiết bị Mike (bao gồm cả thiết bị làm mát deuterium lỏng, nặng khoảng 20 tấn) nặng 73,8 tấn (82 tấn thiếu) và được tháo rời ra vận chuyển đến Elugelab bằng tàu thủy đổ bộ vào tháng 9 và được đặt trong một tòa nhà bằng tôn-nhôm gọi là "shot cab", tất cả được thiết lập trên hòn đảo Elugelab ở Thái Bình Dương, một phần của rạn san hô vòng Enewetak.
Tổng cộng 9.350 quân nhân và 2.300 nhân viên dân sự đã tham gia vào cuộc thử nghiệm. Một nhà máy lớn đã được xây dựng trên đảo Parry, hòn đảo cuối cùng ở phía Nam của rạn san hô Enewetak, để cung cấp hydro lỏng (để làm mát thiết bị) và deuterium cho vụ thử.

## Vụ nổ
Cuộc thử nghiệm được tiến hành lúc 07:15 A.M giờ địa phương ngày 1 tháng 11 năm 1952 (19:15 ngày 31 tháng 10 giờ GMT). Năng lượng của vụ nổ ước tính tương đương với khoảng 10,4 - 12 triệu tấn TNT. Tuy nhiên, 77% trong số đó đến từ phản ứng phân hạch nhanh của tamper uranium, trong đó đã tạo ra một lượng lớn bụi phóng xạ.
Quả cầu lửa được tạo ra có bán kính tối đa ước tính từ 2,9 đến 3,28 km, đạt được sau khi vụ nổ diễn ra khoảng một vài giây. Do ở khá gần mặt đất, quả cầu lửa đã không đạt kích cỡ tối đa, chiều rộng của nó vào khoảng 5,2 km. Đám mây hình nấm xuất hiện và đạt đến độ cao 17 km trong vòng ít hơn 90 giây. Một phút sau nó lên đến độ cao 33 km, sau đó ổn định ở độ cao 37 km. Đám mây bụi trên đỉnh cuối cùng lan rộng ra một đường kính 161 km, với "thân nấm" rộng 32 km.
Một miệng hố có đường kính 1,9 km và sâu 50 m đã được tạo ra sau vụ nổ tại vị trí của hòn đảo Elugelab trước đây; áp lực và những đợt sóng (biển) (một vài đợt sóng cao tới 20 feet (6,09 m)) đã xóa sạch thảm thực vật trên những hòn đảo thử nghiệm xung quanh - hình ảnh được quan sát từ một chiếc trực thăng 60 phút sau vụ nổ, khi đám mây hình nấm và hơi nước không còn. Các mảnh vụn san hô được thấy rơi trên một con tàu ở vị trí cách nơi diễn ra cuộc thử nghiệm 48 km. Khu vực xung quanh rạn san hô vòng ngay lập tức bị nhiễm xạ nặng nề trong một thời gian. Ở gần tâm vụ nổ, có hai nguyên tố mới đã được tạo ra là einsteinium và fermium. Tổng cộng có khoảng 80 triệu tấn đất đã bị thổi văng đi.

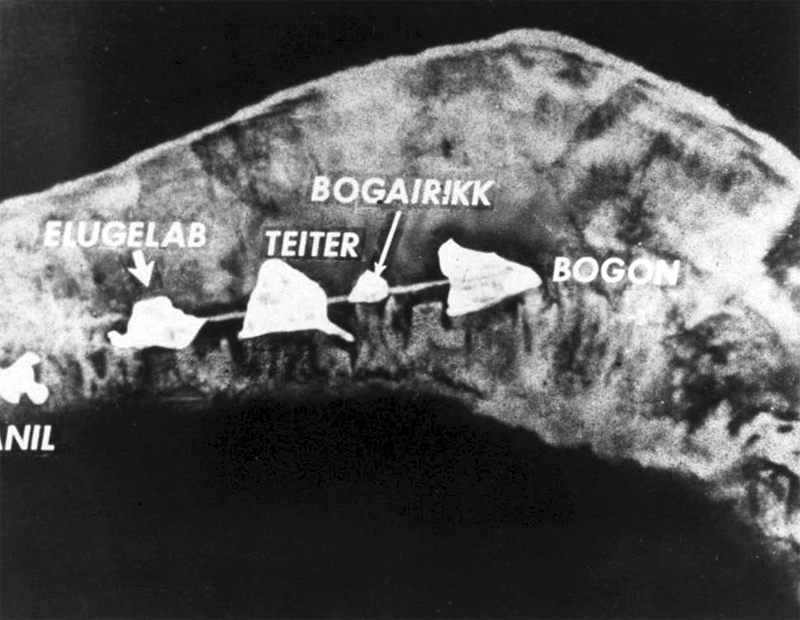
Rạn san hô vòng Enewetak, trước vụ nổ. Hòn đảo Elugelab ở bên trái.
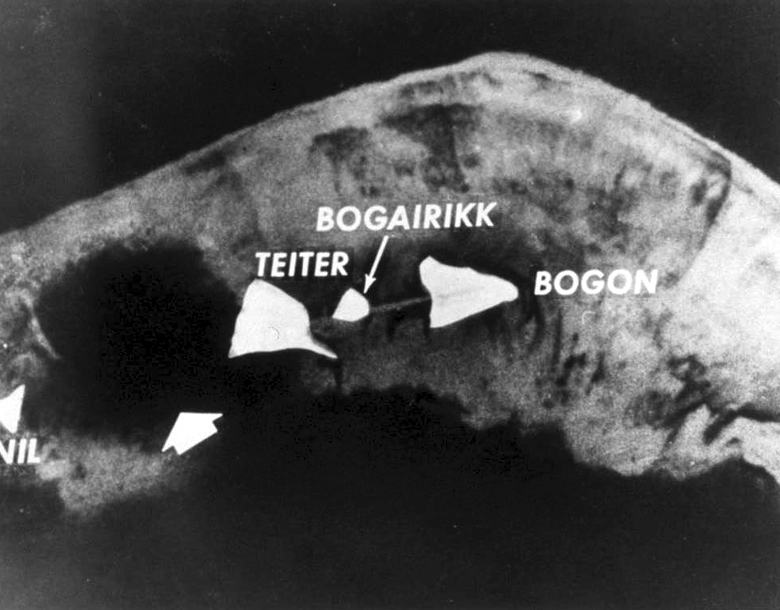
Rạn san hô vòng Enewetak, sau vụ nổ. Một miệng hố xuất hiện ở vị trí của đảo Elugelab trước đây